# درن هیوز
درن هیوز (انگلیسی: Darren Hughes؛ زادهٔ ۳ آوریل ۱۹۷۸) سیاستمدار اهل نیوزیلند است.